# Domenico Mennitti
Domenico Mennitti (n. 11 august 1939, Termoli, Italia – d. 6 aprilie 2014, Brindisi, Italia) a fost un politician italian, fost membru al Parlamentului European în perioada 1999 - 2004 din partea Italiei.
1. ↑  Deputații în Parlamentul European